# Chlorocrambe
Chlorocrambe é um género botânico pertencente à família Brassicaceae.